# José Silveira
José Silveira (Santo Amaro, 3 de novembro de 1904 — Salvador, 3 de abril de 2001) foi um médico e professor brasileiro, imortal da cadeira número 5 da Academia de Letras da Bahia.   

## Biografia
Nasceu em Santo Amaro da Purificação no 3 de novembro de 1904.
Filho de João Silveira e Maria Blandina Loureiro Silveira. 
Em 1922 ingressou na Faculdade de Medicina da Bahia, pela qual foi laureado em 1927.  
Em 1928 ingressou no corpo docente da Faculdade de Medicina da Bahia, na qualidade de assistente do Prof. Prado Valladares. 
Especializou-se em radiologia e tisiologia na Europa e de regresso ao Brasil, abraçou a luta contra a tuberculose.  
Em 21 de fevereiro de 1937, o IBIT (Instituto Brasileiro de Investigação da Tuberculose).  
Em 1950, passou a ser professor catedrático da Faculdade de Medicina da Universidade Federal da Bahia.  
Imortal da Academia de Letras da Bahia, cadeira 5.  
Faleceu em Salvador no dia 3 de abril de 2001.  
A Fundação José Silveira é assim denominada em sua homenagem.  